# Боли, Франк
Би Сильвестр Франк Фортюн Боли (фр. Bi Sylvestre Franck Fortune Boli; род. 7 декабря 1993, Абиджан) — ивуарийский футболист, нападающий клуба «Атлетико Сан-Луис». Выступал за сборную Кот-д’Ивуара.

## Клубная карьера
Боли — воспитанник клуба «Спортинг Консультант». В начале 2012 года Франк подписал свой первый профессиональный контракт с норвежским «Стабеком». 25 марта в матче против «Олесунна» он дебютировал в Типпелиге. 2 апреля в поединке против «Фредрикстада» Франк забил свой первый гол за «Стабек». По итогам сезона клуб вылетел Первую лигу Норвегии, но игрок остался в команде и через год помог ему вернуться в элиту.
В начале 2015 года Боли перешёл в китайский «Ляонин Хувин». 18 апреля в матче против «Цзянсу» он дебютировал в китайской Суперлиге.
В начале 2016 года Боли на правах аренды вернулся в Норвегию, став игроком клуба «Олесунн». 11 марта в матче против своего бывшего клуба «Стабек» он дебютировал за новую команду. 17 апреля в поединке против «Викинга» Франк забил свой первый гол за «Олесунн».
В 2017 году Боли вернулся в «Стабек». В 2018 году с 17 мячами Франк стал лучшим бомбардиром чемпионата.
В 2019 году Боли перешёл в венгерский «Ференцварош». 17 августа в матче против «Ракоци» он дебютировал в чемпионате Венгрии. 29 августа в поединке квалификации Лиги Европы против литовской «Судувы» Франк забил свой первый гол за «Ференцварош». По итогам сезона он помог клубу выиграть чемпионат. В 2020 году в матчах розыгрыша Лиги чемпионов «Молде», киевского «Динамо» и итальянского «Ювентуса». В 2021 и 2022 годах Франк ещё дважды выиграл чемпионат.
13 марта 2023 года Боли перешёл в клуб MLS «Портленд Тимберс», подписав однолетний контракт с опцией продления ещё на один год. В американской лиге он дебютировал 1 апреля в матче против «Далласа», в котором, выйдя на замену на 85-й минуте, забил гол в компенсированное время, вырвавший для «Портленду» ничью. По окончании сезона 2023 «Портленд Тимберс» не стал продлевать контракт с Боли.
4 января 2024 года Боли подписал контракт с клубом чемпионата Мексики «Атлетико Сан-Луис».

## Международная карьера
3 сентября 2021 года в отборочном матче чемпионата мира 2022 против сборной Мозамбика Боли дебютировал за сборную Кот-д’Ивуара.

## Достижения
Командные
 «Ференцварош»
- Победитель чемпионата Венгрии (3) — 2019/20, 2020/21, 2021/22
- Обладатель Кубка Венгрии — 2021/22

Индивидуальные
- Лучший бомбардир Типпелиге — 2018 (17 голов)